# 中多久站
中多久站（日语：／ Naka-Taku eki */?）是位於佐賀縣多久市南多久町大字長尾，九州旅客鐵道（JR九州）的唐津線車站。

## 車站構造

### 站房
設有以木板間隔、並配有金屬板作屋頂的簡易式站房一座。站房座落於加建的水泥地基上，以使與月台位處相同的水平面，站房中央設有開放的出入口及驗票口，右端為半開放式空間，只放置了儲物櫃，而右側牆身也因應加設了無障礙斜道而加裝了一個開放式入口；至於左邊則為候車室，前後方均配以整排玻璃窗，並設有候車木長櫈、及一部簡易式自動售票機。
站房門口前設有一個小型郵筒，而站房左側亦設置了一排有蓋的單車候車亭。設有男、女及傷殘人士使用的獨立洗手間則位於站房對面、附設在街角的小公園內。
本站雖然是無人車站，但因使用人數較附近其他車站為多，所以在繁忙時間也會有職員或臨時車掌負責驗票事宜。

### 月台

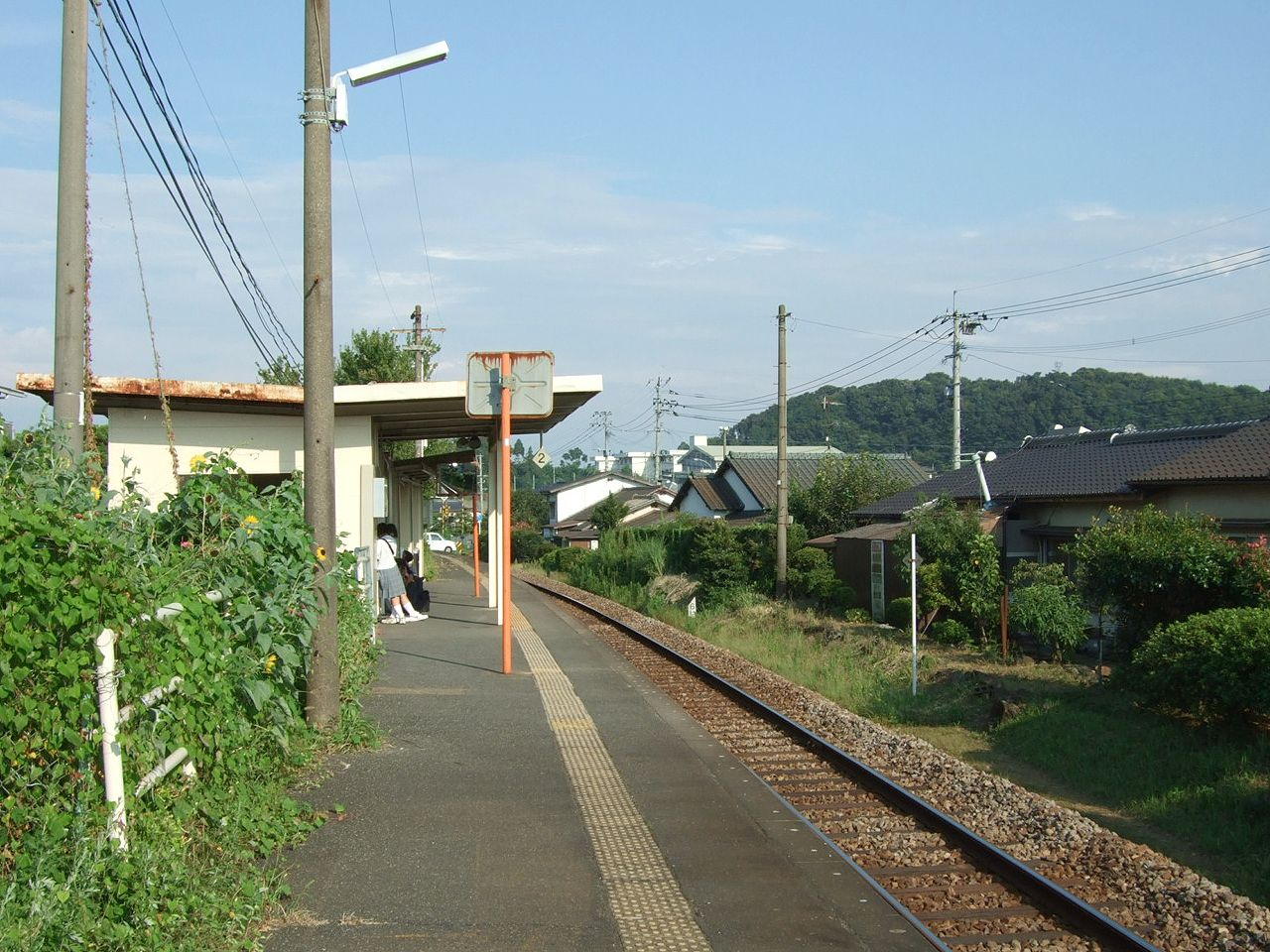
月台。後方為久保田方向，前方為西唐津方向

只設有1面1線的側式月台，長度約為130公尺，有效長度為6輛。月台上除了兼作候車室功用的簡易站房外，便再沒有其他的的配置。
列車到站時，往唐津方向為右側上落，往佐賀方向為左側上落。
| 路線    | 上下行 | 方向                   |
| ------- | ------ | ---------------------- |
| ■唐津線 | 下行   | 多久、唐津、西唐津方向 |
| ■唐津線 | 上行   | 經■長崎本線往佐賀方向  |

## 歷史
- 1964年4月1日：車站啟用。
- 1983年9月30日：降為無人站[1]。
- 1987年4月1日：隨國鐵分割民營化，車站由九州旅客鐵道（JR九州）營運[2]。

## 利用狀況
車站四周為多久市內最密集的住宅區，加上距離市役所較近，所以成為多久市內三個車站使用量最多的一個，即使JR於2016年度起只顯示全九州首300位車站的乘客量，本站一直都佔排行榜內一席。
以下是1日平均乘車人數：
| 乘車人次變化 | 乘車人次變化 | 乘車人次變化 |
| 年度         | 1日平均人次  | 出處         |
| ------------ | ------------ | ------------ |
| 2000         | 523          | [ 統計 1 ]   |
| 2001         | 571          | [ 統計 1 ]   |
| 2002         | 547          | [ 統計 1 ]   |
| 2003         | 512          | [ 統計 1 ]   |
| 2004         | 521          | [ 統計 1 ]   |
| 2005         | 518          | [ 統計 1 ]   |
| 2006         | 505          | [ 統計 1 ]   |
| 2007         | 467          | [ 統計 1 ]   |
| 2008         | 466          | [ 統計 1 ]   |
| 2009         | 476          | [ 統計 1 ]   |
| 2010         | 478          | [ 統計 1 ]   |
| 2011         | 493          | [ 統計 1 ]   |
| 2012         | 502          | [ 統計 1 ]   |
| 2013         | 500          | [ 統計 1 ]   |
| 2014         | 458          | [ 統計 2 ]   |
| 2015         | 454          | [ 統計 3 ]   |
| 2016         | 465          | [ 統計 4 ]   |
| 2017         | 451          | [ 統計 5 ]   |
| 2018         | 422          | [ 統計 6 ]   |
| 2019         | 402          | [ 統計 7 ]   |
| 2020         | 360          | [ 統計 8 ]   |
| 2021         | 354          | [ 統計 9 ]   |
| 2022         | 307          | [ 統計 10 ]  |
| 2023         | 314          | [ 統計 11 ]  |

## 車站周邊
尤如其名，此站位於多久市中央部分。車站周邊為住宅區。多久市中心是位於多久站附近，多久市政廳較接近此站。
- 多久市立東原庠舍中央校（日语：多久市立東原庠舎中央校）
- 中多久醫院
- 中多久團地
- 佐賀女子短期大學付屬Hishinomi幼稚園
- 多久市政廳
- 多久市立圖書館
- 多久郵局（日语：多久郵便局）
- 佐賀縣立多久高等學校（日语：佐賀県立多久高等学校）

## 相鄰車站
九州旅客鐵道（JR九州）
■唐津線
東多久－中多久－多久

### 統計數據
1. ↑  佐賀縣統計年鑑
2. ↑  佐賀縣統計年鑑（平成27年度）第12章　運輸及び通信—12.7 鉄道乗降客数及び貨物発着トン数
3. ↑  佐賀縣統計年鑑（平成28年度）第12章　運輸及び通信—12.7 鉄道乗降客数及び
4. ↑   (PDF). 九州旅客鉄道.   [2024-03-01]. （原始内容 (PDF)存档于2017-08-01） （日语）.
5. ↑   (PDF). 九州旅客鉄道.   [2024-03-01]. （原始内容 (PDF)存档于2019-07-06） （日语）.
6. ↑   (PDF). 九州旅客鉄道.   [2020-05-23]. （原始内容存档 (PDF)于2020-03-15） （日语）.
7. ↑   (PDF). 九州旅客鉄道.   [2024-03-01]. （原始内容 (PDF)存档于2020-08-24） （日语）.
8. ↑   (PDF). 九州旅客鉄道.   [2024-03-01]. （原始内容 (PDF)存档于2021-08-24） （日语）.
9. ↑   (PDF). 九州旅客鉄道.   [2024-03-01]. （原始内容 (PDF)存档于2022-08-26） （日语）.
10. ↑   (PDF). 九州旅客鉄道.   [2024-03-01].
11. ↑   (PDF).   [2025-04-24]. （原始内容存档 (PDF)于2024-09-19）.

## 外部連結
- JR九州中多久站